# Suolojärvi (Gällivare socken, Lappland)
Suolojärvi är en sjö i Gällivare kommun i Lappland och ingår i Kalixälvens huvudavrinningsområde. Sjön har en area på 0,0696 kvadratkilometer och ligger 392,9 meter över havet. Vid provfiske har abborre fångats i sjön.
Namnet är en blandning mellan samiska och finska och kan på svenska översättas med Holmsjön. Suolo är samiska för holme eller ö medan järvi är finska för sjö.

## Delavrinningsområde
Suolojärvi ingår i det delavrinningsområde (744999-172043) som SMHI kallar för Mynnar i Sakajoki. Medelhöjden är 378 meter över havet och ytan är 42,54 kvadratkilometer. Det finns inga avrinningsområden uppströms utan avrinningsområdet är högsta punkten. Vattendraget som avvattnar avrinningsområdet har biflödesordning 4, vilket innebär att vattnet flödar genom totalt 4 vattendrag innan det når havet efter 218 kilometer. Avrinningsområdet består mestadels av skog (57 procent) och öppen mark (33 procent). Avrinningsområdet har 1,77 kvadratkilometer vattenytor vilket ger det en sjöprocent på 4,2 procent.